# رضوان بك الفقاري
رضوان بك الفقاري الجركسي (1600م-1656م) أمير الحج ومن كبار البكوات المماليك في مصر بالقرن السابع عشر.

## نبذة
يعد رضوان بك الفقاري زعيم طائفة الفقارية ومؤسسها، تولي امارة الحج من (1631م-1656م) باستثناء فترات بسيطة.

## علاقتة بالباشا
وفي ٨ رمضان من سنة ١٠٥٧ه، وردت الأوامر إلى «علي بك» أن يترك القاهرة ويتوجه حالًا إلى حكومته في جرجا. وبعد ثلاثة أيام استدعى الباشا «رضوان بك» إلى وليمة في القلعة فخاف من دسيسته، فأبى الحضور، فغضب عليه الباشا وخلعه عن إمارة الحج، فخرج «رضوان بك» من القاهرة في 200 من رجاله، وفيهم عدة من الأمراء والكشاف، واتحد مع «علي بك». فبعث الباشا على أثرهما ألفين من جنوده، ونحو خمسمائة من الإنكشارية، فاجتمع الجند في «الرميلة» وأقروا على إغفال أوامر الباشا. ثم وردت الأوامر من الآستانة بتثبيت «رضوان بك» و«علي بك» في منصبيهما. فاضطر الباشا إلى استقدام الأميرين، فقدما إلى القاهرة في 19 رمضان بما لهما من الرواتب والحقوق، فسعى إلى مصلحتهما.

## علاقتة بحاكم جرجا
كان احمد باشا يريد المال فلم يكن يهمه غير تكثير الضرائب مع أنه لم يكن يرسل منها إلى الآستانة إلا الثلثين. وكان لسوء نيته يرسل تلك المبالغ في عهده «رضوان بك» ليحمل الباب العالي على الشك بأمانته فيتغير خاطر السلطان عليه. وكان إتمامًا لمكيدته يكتب إلى الباب العالي على التتابع يشكو من تصرف «رضوان بك» ويطلب خلعه عن إمارة الحج، وتقليدها لعلي بك. وكان هذا على ما علمت من الصداقة مع «رضوان بك» لكنه لم يكن يعلم بدسائس الباشا.
أما الباشا فكان في نيته أن يوقع الضغائن بين الأميرين، فيحل عرى اتحادهما، لكنه لم يتم مقصده حتى أتى الأمر العالي بعزله يوم السبت 6 صفر سنة 1061ه و«رضوان بك» لم يرجع إلى القاهرة بعد. ولم تكن نتيجة مساعي «أحمد باشا» إلا زيادة تألق قلبي الأميرين. وكان من كرم أخلاقهما أن كلًّا منهما كان يتنازل للآخر عن إمارة الحج فأعجبت هذه الأريحية المصريين، فأحبوهما وبالغوا في احترامهما حتى أقاموا لهما دعاءً عموميًّا في «الرميلة»، والباشا إذ ذاك محبوس في القلعة ولم يفرج عنه حتى دفع للخزينة مبالغ وافرة.

## المؤامرة
في عام 1638م كلف السلطان مراد الرابع رضوان بك بقيادة حملة عسكرية للجبهة الصفوية، ولكن رضوان بك لم يكن لدية رغبة في ذلك، فتمكن من رشوة (محمد باشا زلعة السم) باربعين كيسا مقابل صرف النظر عن تعيينة علي رأس تلك الحملة، ولكن عاد رضوان بك وطالب بالمبلغ فقرر الباشا الانتقام منة.
وقد واتت هذة الفرصة محمد باشا عندما خلي منصب ولاية الحبش، فعرض الباشا علي السلطان  العثماني تعيين رضوان بك واليا علي الحبش.
وبدلا من ان يتوجة رضوان بك إلي ولاية الحبش،  توجة الي اسطنبول في عام 1639م وعلي أثر ذلك أخذ الباشا في بيع ما يملكة رضوان بك.
وظل رضوان بك محبوسا في اسطنبول الي ان تولي السلطان ابراهيم في سنة 1630م فأطلق سراحة، وعين مصطفي باشا واليا علي مصر سنة 1640م وانعم علي رضوان بك بأمارة الحج ورد آلية جميع ممتلكاتة.

## إثارة

### قصبة رضوان
وهي قصبة الأمير رضوان بيك الفقارى الجركسى أمير الحج المصرى في القرن الحادى عشر أنشأها في سنة 1060هـ - 1650م وتقع عند وسط الخيامية على يمين ويساره القادم من باب زويلة إلى شارع السروحية جعل بها دورا وحوانيت وأنشأ بها زاوية لازالت كائنة بالمنطقة إلى اليوم وقد باشرت لجنة الاثار تجديد ما تشعث منها من دور وحوانيت وخلافه حتى عادت إلى ما كانت عليه في عهد منشئها ويوجد بلمنطقة زاوية على ناصية زقاق المسك تعرف بزاوية الفيومى لوجود ضريح بها يعرف بضريح الشيخ على الفيومى وضريخ آخر يعرف بالشيخ على المدنى وقد تخربت هذه الزاوية واتخذت اخيرا متجرا لبعض التجار.
القضبة قال ابن سيدة، «قصبة البلد مدينته وقيل معظمه» والقصبة هي أعظم أسواق مصر وكانت  القصبة تحتوى على اثنى عشر الف حانوت وكأنهم يعنون ما بين أول الحسينية مما يلى الرمل إلى المشهد النفيسى.

### وكالة رضوان
وكالة ومنزل وقف الأمير رضوان بك إلى جانب المدرسة من أنشأ الأمير رضوان ومسجلة بلجنة الاثار

### مقعد رضوان بك
بالشارع المذكور في مقابلة المدرسة المحمودية المعروف بوكالى خليل بك أنشأها الأمير رضوان بك في التاريخ على أنقاض الدار القردمية التي كانت في الاصل دارا للأمير الجائى الناصرى أحد موظفى حكومة الناصر محمد بن قلاوون المتوفى سنة 733هـ - 1331م وسكنتها بعد ذلك خوند عائشة خانون ابنة الملك الناصر محمد بن قلاوون المعروفة بالقردمية وسكنها بعد ذلك جمال الدين محمود بن عللا الأستادار منشئ المدرسة المحمودية ثم سكنها الأمير عبد الرحمن بك مدير الشرقية المتوفى سنة 1113هـ وعرفت بعد ذلك بدار رضوان بك.

## وفاتة
في عام 1656م توفي رضوان بك ويعتبر ذلك بداية تصدع لطائفة الفقارية، وفرصة امام منافسيهم القاسمية، الذين كان يتزعم احمد بك البوشناق، لتحقيق ما يريدونة من فرض نفوذهم علي البلاد.
واصبح قيطاس بك زعيما لطائفة الفقارية بعد وفاة رضوان بك.